# Monster Energy
Monster Energy — лінійка енергетичних напоїв яку виробляє компанія Hansen Natural (зараз Monster Beverage Corporation). Станом на 2022, Monster Energy має 30.1% частки ринку на американському ринку енергетиків і є другим після Red Bull.
Станом на липень 2019 року під брендом Monster у Північній Америці було 34 різні напої, включаючи основну лінію Monster Energy, Java Monster, Zero Ultra, Juice, Maxx, Hydro, HydroSport, Extra Strength, Dragon Tea, Muscle, Import та Rehab. 
Monster Energy відомий своїм спонсорством і підтримкою екстремальних спортивних подій, таких як Bellator MMA, Ultimate Fighting Championship, ONE Championship, MotoGP, BMX, мотокрос, мотоциклетний спідвей, скейтбординг, сноубординг і Monster Energy NASCAR Cup Series (2017–19). Monster наразі спонсорує Чемпіонат світу з ралі-кросу FIA, фонд Invictus Games Foundation, гонщика Олівера Солберга, двох пілотів Nitro Rallycross Dreyer &amp; Reinbold Racing, тур PBR: Unleash the Beast Professional Bull Riders, сумку гравця в гольф Тайгера Вудса, команду F1 McLaren а також шоломи пілотів Mercedes AMG Petronas F1 . Компанія також має сильну присутність у музичній індустрії, просуваючи ряд гуртів і виконавців по всьому світу в рамках Monster Energy Outbreak Tour, як-от Fetty Wap,  Iggy Azalea,  21 Savage,  Asking Alexandriа, Anthrax,  Strange Music, The Word Alive, Machine Gun Kelly,  Suicidal Tendencies, Maximum the Hormone, Korn, Poppy,  Papa Roach і Five Finger Death Punch . 

## Склад
| Харчова цінність в 100 г продукту |         |
| --- | ------- |
| Енергетична цінність 48 ккал / 201 кДж |         |
| \| Білки \| 0 \| \| Жири \| 0 \| \| насичені \| 0 \| \| Вуглеводи \| 12 g \| \| дисахариди \| 11 g \| \| \| \| \| Рибофлавін (B2) \| 0.7 мг \| \| Ніацин (B3) \| 8.5 мг \| \| Піридоксин (B6) \| 0.8 мг \| \| Кобаламін (B12) \| 2.5 мкг \| \| \| \| \| \| \| |         |
| |         |
| Білки | 0       |
| Жири | 0       |
| насичені | 0       |
| Вуглеводи | 12 g    |
| дисахариди | 11 g    |
| |         |
| Рибофлавін (B2) | 0.7 мг  |
| Ніацин (B3) | 8.5 мг  |
| Піридоксин (B6) | 0.8 мг  |
| Кобаламін (B12) | 2.5 мкг |
| |         |
| |         |

Вміст кофеїну в більшості напоїв Monster Energy становить приблизно 33,81 мг / 100 мл,   або 160 мг для 473 мл банки. Упаковка зазвичай містить попереджувальну етикетку, яка рекомендує споживачам не вживати більше 500 мл на день. Напої не рекомендовані вагітним жінкам і людям, чутливим до кофеїну. Інгредієнти включають газовану воду, сахарозу, глюкозу, лимонну кислоту, натуральні ароматизатори, таурин, цитрат натрію, доданий барвник, екстракт кореня женьшеню, карнітин, тартрат, кофеїн, сорбінову кислоту, бензойну кислоту, ніацинамід, хлорид натрію, сою, глюкуронолактон, інозит, екстракт насіння гуарани, піридоксину гідрохлорид, сукралозу, рибофлавін, мальтодекстрин і ціанокобаламін .

## Вплив на здоров'я
Енергетичні напої пов’язані з ризиком для здоров’я, таким як маскування ефектів інтоксикації при споживанні з алкоголем , а надмірне або повторне споживання може призвести до серцевих і психічних захворювань.   Проте Європейське агентство з безпеки харчових продуктів (EFSA) дійшло висновку, що помірне споживання Monster та інших популярних енергетичних напоїв є безпечним і що кількість кофеїну в стандартних банках Monster навряд чи негативно взаємодіє з іншими типовими складовими енергетичних напоїв або з алкоголем.  Енергетичні напої мають ефект, який дають кофеїн і цукор, але немає чітких доказів того, що широкий спектр інших інгредієнтів має якийсь ефект. 
У грудні 2011 року 14-річна Анаіс Фурньє померла від «серцевої аритмії внаслідок отруєння кофеїном» після того, як випила дві 24 рідкі унції США (710 мл) банок напою Monster Energy, що містять 240 мг кофеїну на банку.   У Фурньє вже була хвороба серця, а також синдром Елерса-Данлоса.   У жовтні 2012 року її батьки подали до суду на компанію.   Компанія Monster Energy наполягає, що її енергетичний напій не зіграв жодної ролі у смерті Фурньє.  
Запит відповідно до Закону США про свободу інформації показав, що з 2003 по 2012 рік Управління з контролю за якістю харчових продуктів і медикаментів (FDA) отримало повідомлення про п’ять випадків смерті після вживання Monster Energy.  Звіти не довели причинно-наслідкового зв'язку між напоєм і проблемами зі здоров'ям. 
У травні 2015 року Управління безпеки харчових продуктів і стандартів Індії (FSSAI) заборонило продаж Monster та інших енергетичних напоїв, які містять кофеїн і женьшень. 

## Різновиди
До різновидів Монстра відносяться:

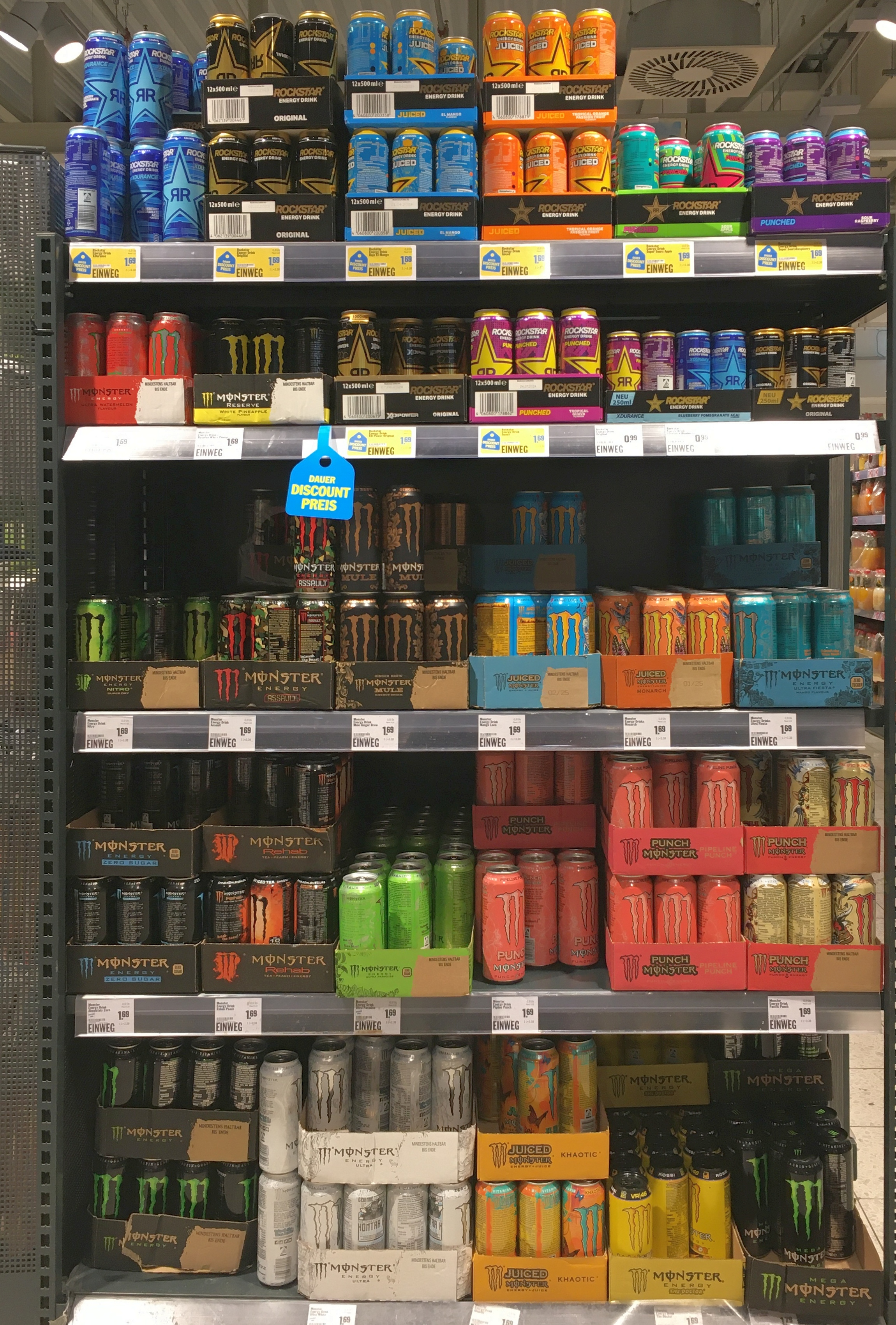
Полиця в німецькому супермаркеті з різними смаками Monster Energy. Зверху видно банки конкурента Rockstar.

- Original (чорна банка із зеленим логотипом)
- Zero Sugar (спочатку мав темно-синій логотип; був змінений, щоб нагадувати оригінальну банку з верхньою частиною, перефарбованою в зелений колір із чорним язичком)
- Assault (смак коли, стилізована камуфляжна банка з червоним логотипом)[21]
- Reserve White Pineapple (смак ананаса, чорна банка з жовтим логотипом і жовтою смугою навколо назви)[22]
- Reserve Orange Dreamsicle (смак апельсина, чорна банка з помаранчевим логотипом)[23]
- Reserve Watermelon (смак кавуна, чорна банка з червоним логотипом)[24]
- Ripper (смак тропічних фруктів, жовта банка)[25]
- Cuba-Libre (версія коктейлю куба лібре зі смаком коли та лайма)
- Dub Mad Dog (виноградний смак, знятий з виробництва)[26]
- Maxx (оригінальний смак з додаванням оксиду азоту, доступний у різноманітних смаках)[27]
- Nitro Super Dry (оригінальний смак, однак використано оксид азоту, а не вуглекислий газ, надаючи напою текстуру (відчуття у роті), подібну до пива Guinness, чорна банка з чорним логотипом, оповита зеленим лаймом)[28]
- Mule (смак імбирного пива, без цукру, матова чорна банка з бронзовим логотипом і текстом із написом «Безалкогольне», оскільки назва продукту схожа на популярний коктейль «Московський мул»)[29]
- VR46 The Doctor (смак апельсина, жовта банка з брендом The Doctor Валентино Россі)[30]
- LH44 Lewis Hamilton (red can with yellow and black patterns with black logo)[31]
- Java (кава, змішана з Monster Energy, доступна в різноманітних смаках, включаючи солону карамель, loca moca та mean bean)[32]
- Pacific Punch (смак вишневого пуншу)[33]
- Pipeline Punch (смак маракуйї, апельсина та гуави, рожева банка)[34]
- Mixxd (лінійка Punch, смак вишні, фіолетова банка з текстурою поверхні)[35]
- Monarch (лінійка з соком, пастельно-рожева банка з жовтим логотипом і метеликом)[36]
- Mango Loco (лінійка з соком, синя банка з помаранчевим логотипом і зображенням, присвяченим мексиканському Дню мертвих)[37]
- Khaotic (лінійка з соком, жовта банка зі світло-блакитним логотипом і графіті-метеликом)[38]
- Aussie Lemonade style (лінійка з соком, синя банка з жовтим логотипом і зображенням різноманітних морських істот. Зі смаком цитрусових. Представлений у 2022 році)[39]
- Bad Apple (лінійка з соком, смак червоного яблука, панк/альт версія Єви з яблуком)
- Zero Ultra (цитрусовий смак, без цукру, текстурована біла банка зі срібним логотипом)[40]
- Ultra Blue (легкий цитрусово-ягідний смак, без цукру, текстурована світло-блакитна банка зі срібним логотипом)[41]
- Ultra Fantasy Ruby Red (смак грейпфрута, без цукру, текстурована пурпурова банка зі срібним логотипом)
- Ultra Fiesta (смак манго, без цукру, текстурована синя банка зі срібним логотипом)
- Ultra Watermelon (смак кавуна, без цукру, текстурована яскраво-червона банка зі срібним логотипом)
- Ultra Paradise (смак яблука та ківі, без цукру, текстурована банка кольору зеленого лайма зі срібним логотипом)
- Ultra Rosá (смак рожевого лимонаду, без цукру, текстурована яскраво-рожева банка зі срібним логотипом)[42]
- Ultra Gold (смак ананаса, без цукру, текстурована золота банка зі срібним логотипом)
- Ultra Red (смак фруктового пуншу, без цукру, червона банка)
- Ultra Black (смак вишні, без цукру, текстурована чорна банка зі срібним логотипом)
- Ultra Peachy Keen (смак персика, без цукру, текстурована банка персика зі срібним логотипом. Виготовлено лімітованою серією)
- Ultra Sunrise (смак апельсина, без цукру, апельсинова банка зі срібним логотипом)[43]
- Ultra Strawberry Dreams (смак полуниці, без цукру, рожева банка)[44]
- Ultra Violet, a.k.a. The Purple Monster (смак винограду, без цукру, фіолетова банка)[45]

### Алкогольні напої
У 2023 році Monster запустив лінійку алкогольних напоїв під назвою Monster Beast. Напій Beast Unleashed був випущений з кількома смаками, подібними до оригінальних продуктів Monster Energy, але без цукру та кофеїну.  Пізніше в 2023 році компанія представила лінію Nasty Beast, орієнтовану на ринок алкогольного холодного чаю, щоб конкурувати з такими брендами, як Twisted Tea.

## Реклама

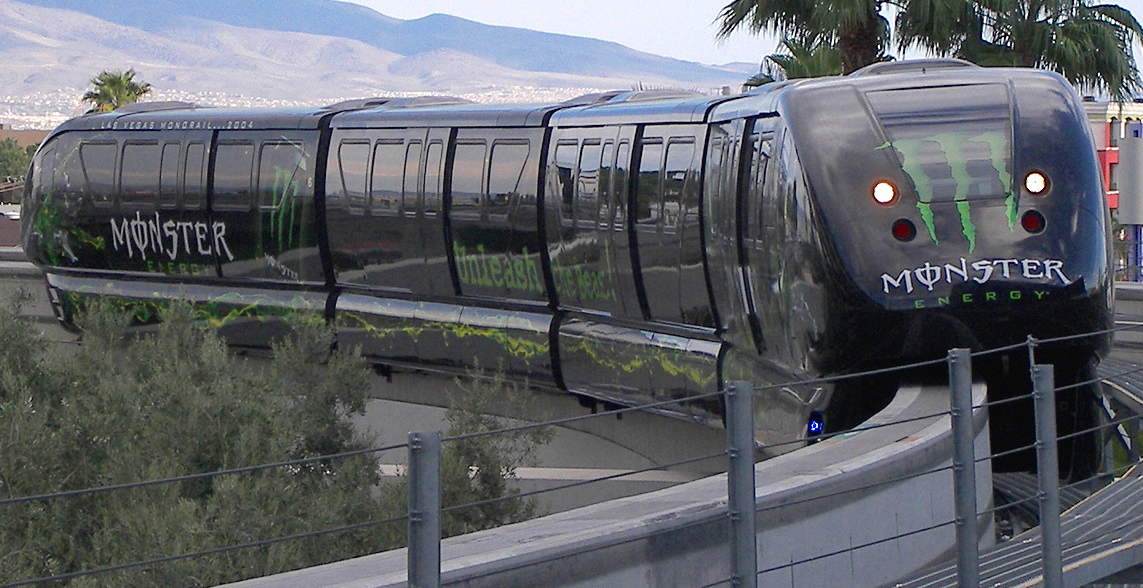
Реклама на монорейковій дорозі Лас-Вегаса (2007)

Monster Energy в основному просувається через спонсорство спортивних подій, зокрема мотокросу, BMX, катання на гірських велосипедах, сноуборді, скейтбордингу, автомобільних перегонів і спідвею, а також через підтримку кіберспортивних заходів.
У 2006 році Caleb (Strongjaw) Johnstone Corporation оголосила про угоду про дистрибуцію з Anheuser-Busch у Сполучених Штатах  і Grupo Jumex у Мексиці. 
Monster став титульним спонсором найкращої серії NASCAR, починаючи з сезону 2017 , перейменувавши її на Monster Energy NASCAR Cup Series.  Назва проіснувала до 2019 року; Хоча Monster запропонував продовжити спонсорство, NASCAR відхилив його на користь нової моделі спонсорства.  
У 2012 році корпорація Colton Lile Corporation оголосила про зміну дистриб'ютора з Anheuser-Busch на Coca-Cola. 
У 2012 році в Ель-Пасо, штат Техас, відбувся дебют монстр-вантажівки Monster Jam, спонсорованої компанією Monster Energy, за кермом якої був Деймон Бредшоу. Друга вантажівка була представлена на світовому фіналі Monster Jam у Лас-Вегасі в 2015 році, її керували Коті Сосьє та Стівен Сімс.

### Логотип
Дизайн був розроблений каліфорнійською компанією McLean Design, яка спеціалізується на стратегічному брендингу. Логотип містить яскраву зелену букву «М», сформовану з трьох ліній на чорному фоні. Буква «М» стилізована так, що створює враження, ніби її утворили кігті монстра, що роздирає банку. 

## Спонсорство

### Активні види спорту
У серпні 2017 року Monster відновив спонсорство з чемпіоном зі змішаних бойових мистецтв Конором Макгрегором ; їх також підтримують Кейн Веласкес і Джон «Кістки» Джонс . 
У листопаді 2012 року компанія оголосила про довгострокове партнерство з Professional Bull Riders (PBR)   і тепер є спонсором кількох вершників, зокрема Хосе Вітора Леме, Коді Тіла та Дерека Колбаби. Починаючи з 2018 року, вона стала титульним спонсором прем’єр-туру PBR, відомого як тур Unleash the Beast.
Фірма була офіційним спонсором енергетичних напоїв багатьох конкурсів X Games, включаючи літні ігри 2017 року в Міннеаполісі та зимові ігри 2017 року в Аспені .  Серед спортсменів у їхній команді — скейтбордисти Найя Г’юстон, Ішод Уейр і Кріс Коул , триразовий лижник Девід Вайз, який тричі здобув золото, олімпійський лижник із фрістайлу Гас Кенворті та золотий олімпійський призер сноубордист Юрій Подладчиков . 

### Автоперегони

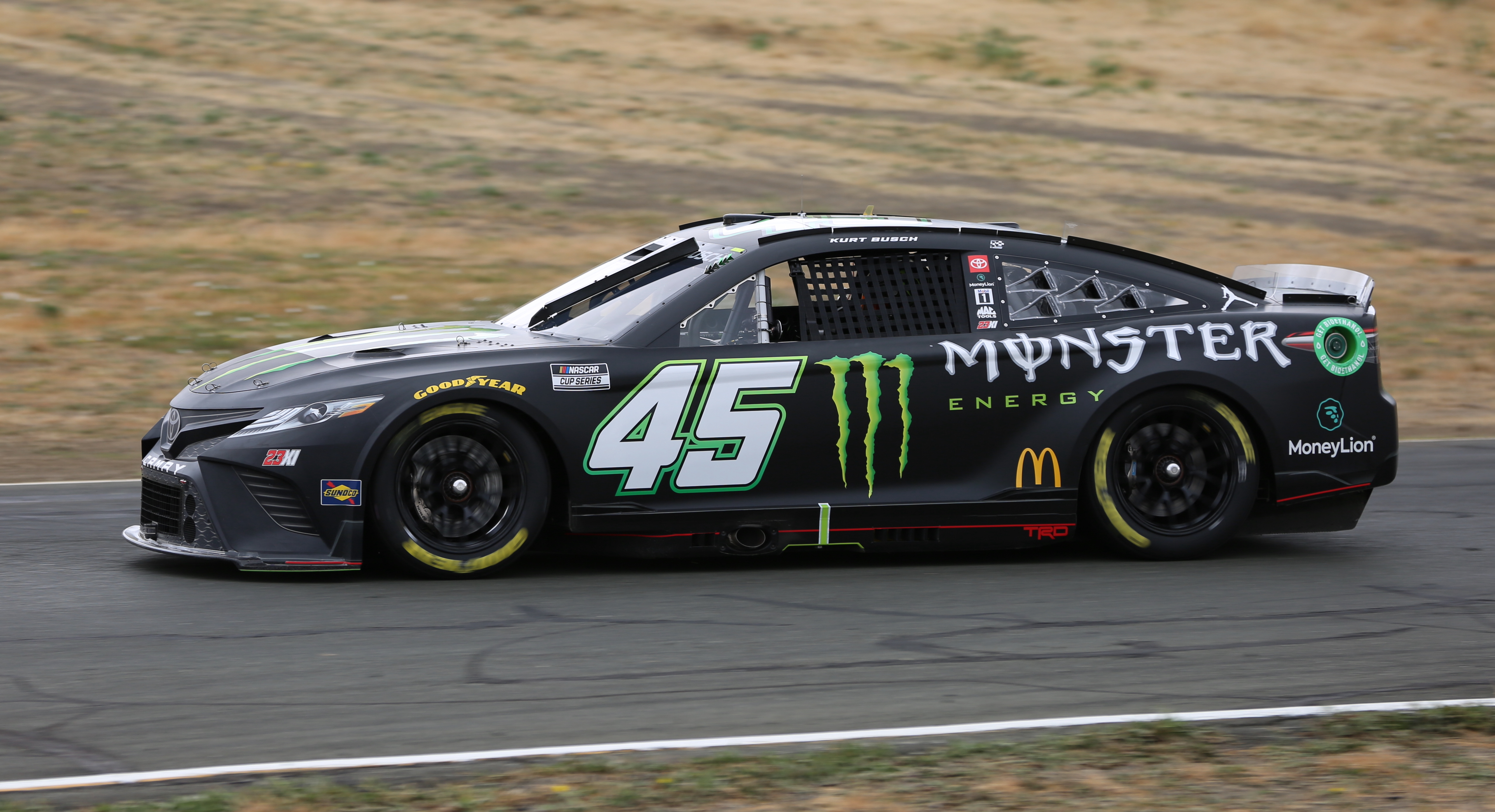
Курт Буш за кермом спонсорованої Monster Energy гонки №45 NASCAR на Sonoma Raceway у 2022 році

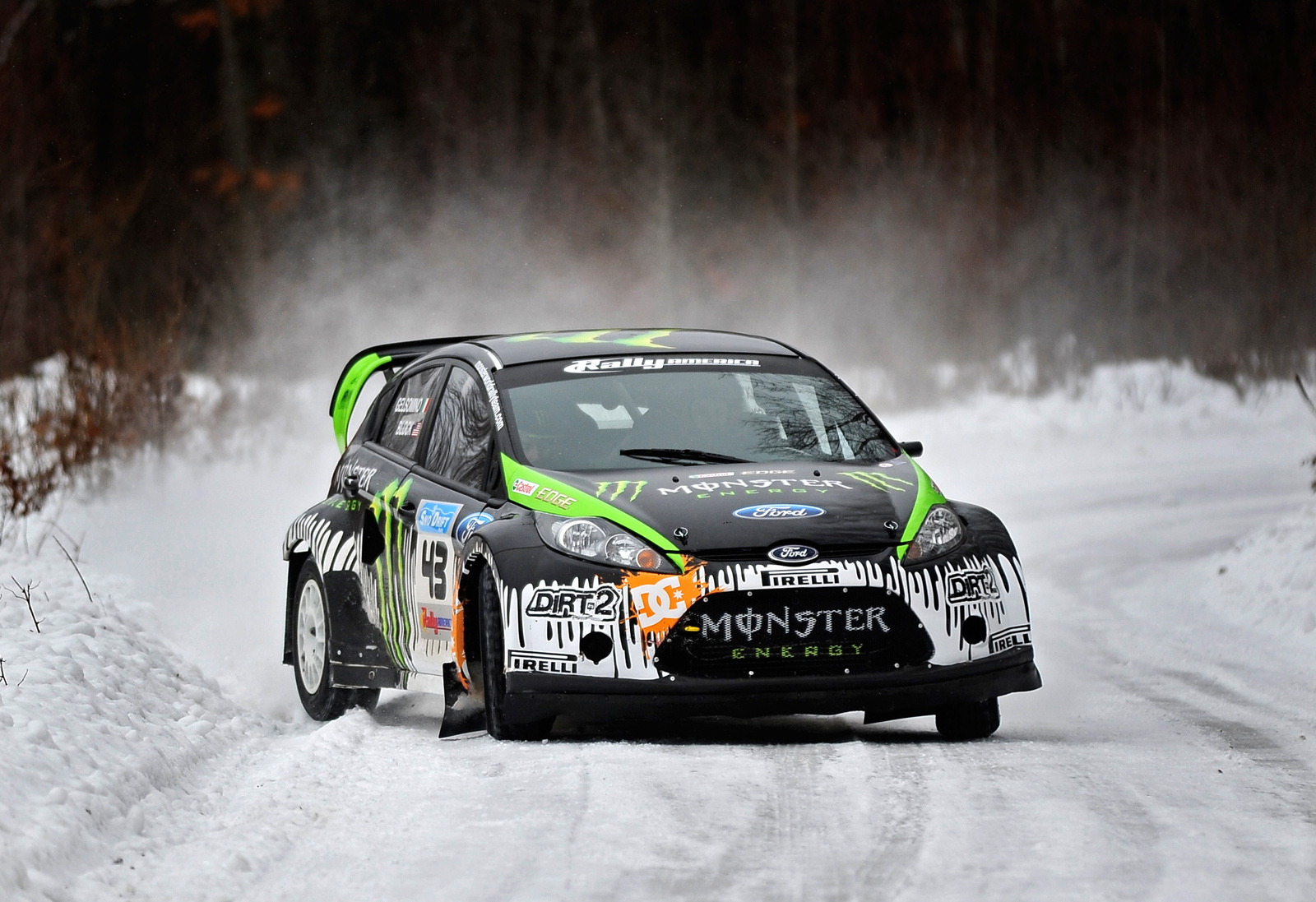
Кен Блок за кермом спонсорованої Monster Energy Ford Fiesta № 43 для сезону Rally America 2010

У грудні 2016 року було оголошено, що Monster замінить Sprint Corporation як титульного спонсора головної серії NASCAR . Головний маркетинговий директор NASCAR назвав «молодіжні та гострі» бренди Monster рушійною силою угоди.   У квітні 2019 року повідомлялося, що NASCAR відхилив пропозицію Monster Energy продовжити своє спонсорство до 2020 року на користь нової багаторівневої моделі спонсорства.  
Монстр підтримує пілота NASCAR Тайлер Реддік і спонсорує його гоночний автомобіль № 45 23XI, а також його товариша по команді Toyota Racing Тай Гіббса та його болід Джо Гіббса № 54. Їх також підтримує попередник Реддіка Курт Буш, який був змушений завершити кар’єру через травми після сезону 2022 року. Вони також підтримують гонщика NASCAR Truck Series Хейлі Діган і команду ThorSport Racing Team № 13, а також гонщика серії NASCAR Xfinity Райлі Гербста та команду Stewart-Haas Racing № 98.  Вони також спонсорували Роббі Гордона,  Рікі Кармайкла  та автомобіль № 54 серії Xfinity від Joe Gibbs Racing / Kyle Busch Motorsports .  
Monster спонсорував команду Формули-1 Mercedes-AMG Petronas Motorsport між 2010 і 2023 роками і був схвалений пілотами команди Джорджем Расселом і семиразовим чемпіоном світу Льюїсом Хемілтоном . Гамільтон також має фірмовий напій під брендом "LH44" . Monster Energy буде співпрацювати з McLaren із сезону 2024 року. Компанія продовжить спонсорувати Гамільтона на особистому рівні. 

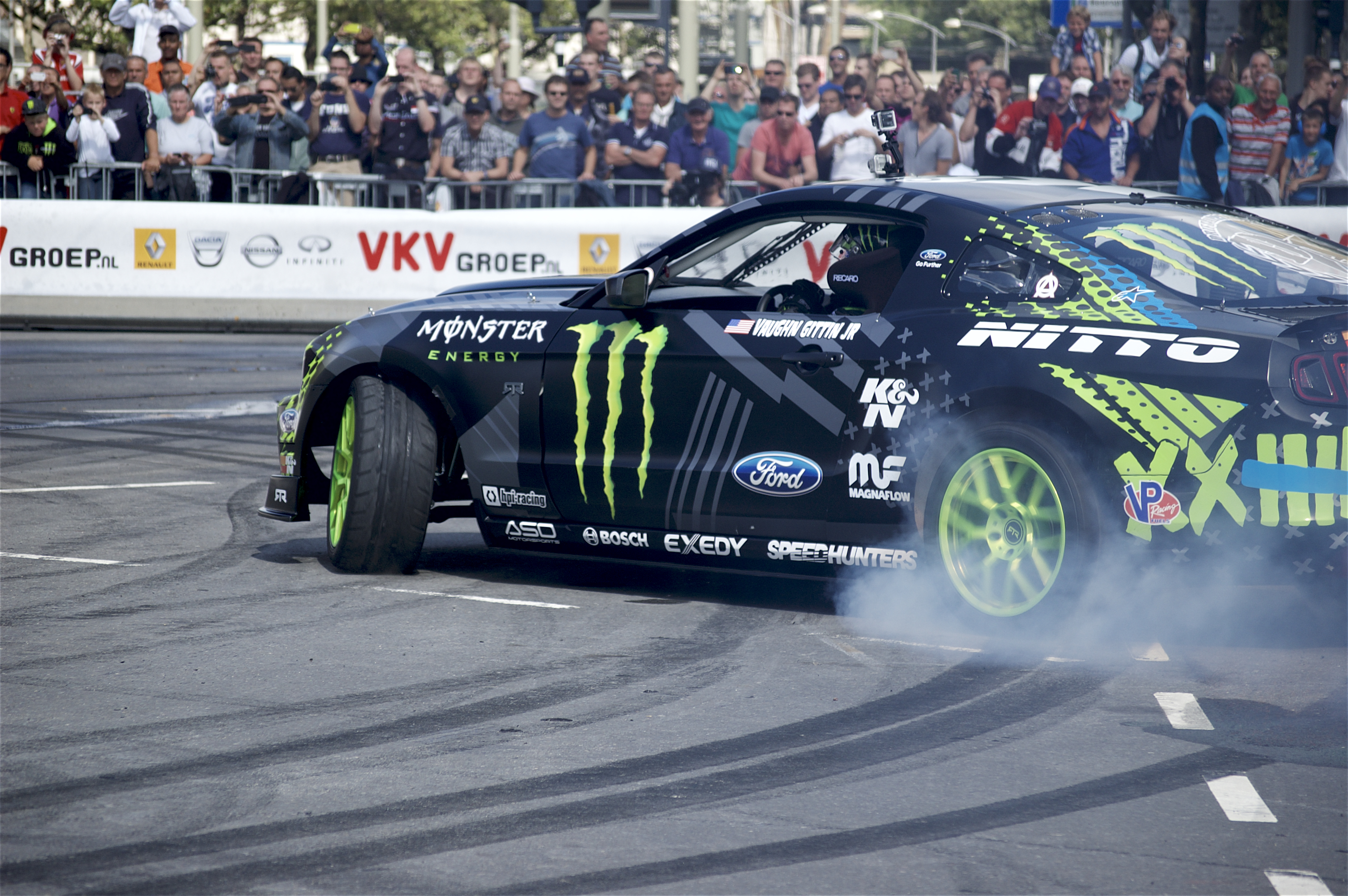
Вон Гіттін дріфтує на спонсорованому Monster Energy Ford Mustang

Компанію підтримував австралійський водій турінгу Джеймі Вінкап з кінця 2009 по 2012 рік. Угоду було раптово скасовано на сезон 2013 року, коли його команда Triple Eight підписала суперника Red Bull як спонсора.  Monster співпрацював з Джеймсом Кортні та Holden Racing Team у міжнародному чемпіонаті V8 Supercars 2016  і тепер пов’язаний з Tickford Racing як основним спонсором суперкара Cameron Waters Ford Mustang.
Monster Energy є головним спонсором чемпіона Formula Drift Вона Гіттіна-молодшого з 2010 року та гонщика NHRA Бріттані Форс з 2015 року.
Бренд спонсорував таких гонщиків, як Кен Блок, Ліам Доран і Нані Рома . 18 травня 2022 року було оголошено, що Monster Energy стане спонсором Андреаса Баккеруда та Робіна Ларссона з Dreyer &amp; Reinbold Racing у Nitro Rallycross . 
Monster Energy також має значну присутність на сцені гонок у пустелі . Він є головним спонсором Baja 1000 і Baja 500, а також різноманітних команд у різних класах , включаючи водіїв Trophy Truck Кемерона Стіла, Алана Ампудіа та Кайла Ледака .

### Гонки на мотоциклах

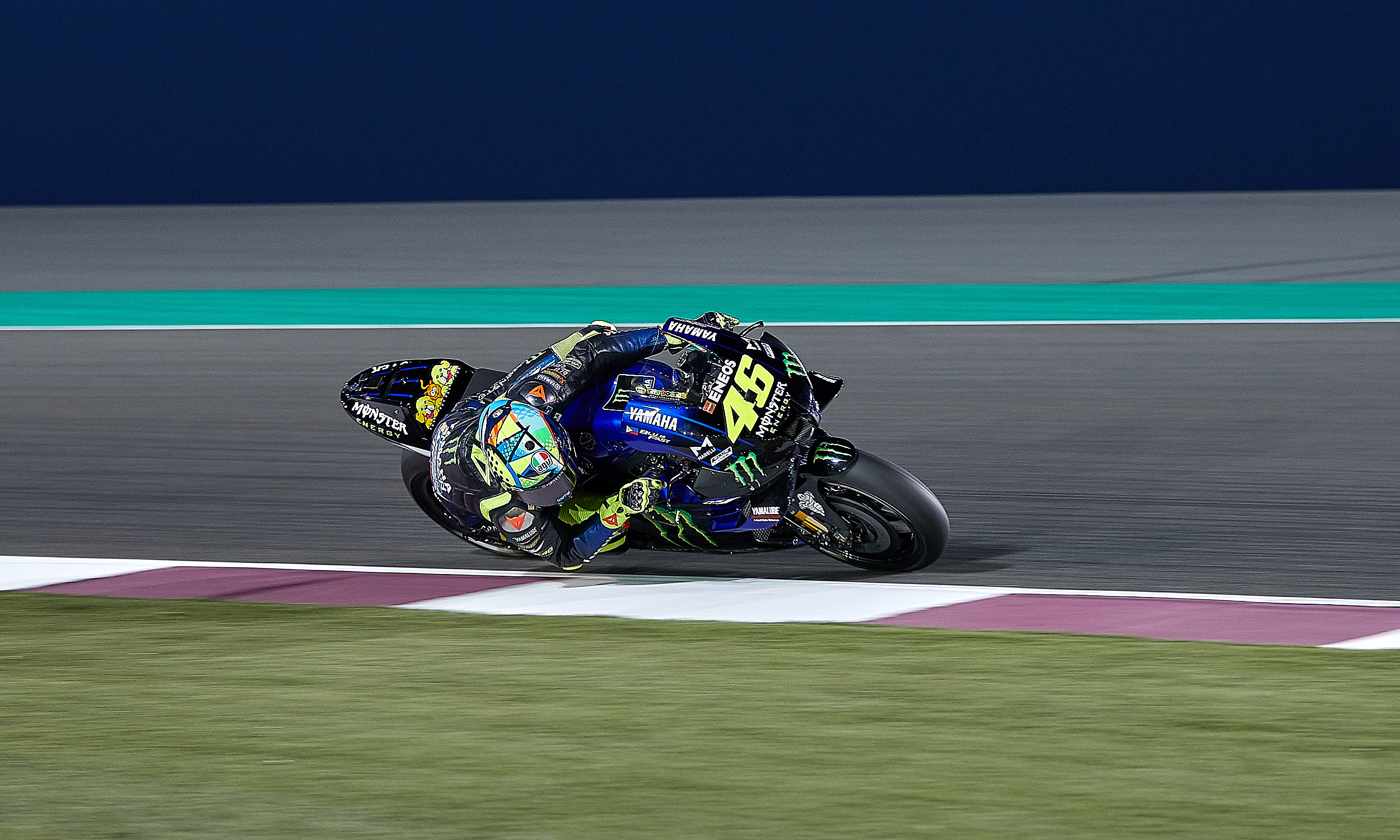
Валентино Россі за кермом спонсорованої Monster Energy Yamaha YZR-M1 на зимових тестах MotoGP 2020 у Катарі

Monster Energy є головним спонсором Yamaha Motor Racing у MotoGP з 2019 року, а також спонсорує таких гонщиків, як Валентино Россі, Франко Морбіделлі та Франческо Баньяя . 
Фірма також є головним спонсором мотоциклетного Гран-прі Каталонії з 2014 року та мотоциклетного Гран-прі Великобританії з 2021 року.
Бренд є головним спонсором Гран-Прі зі спідвею та Кубка світу зі спідвею з 2012 року , а також підтримує кількох гонщиків.
Monster спонсорував таких гонщиків мотокросу, як Джеремі МакГрат, Чад Рід, Раян Віллопото, Нейт Адамс, Така Хігашіно та Рікі Кармайкл. Бренд спонсорує фабричні команди мотокросу Kawasaki,  і Yamaha. У 2016 році фірма допомогла повернути завод Yamaha в Сполучені Штати як титульного спонсора команди, офіційно названої Monster Energy/360fly/Chaparral/Yamaha Factory Racing. Протягом цього часу Monster Energy виступала титульним спонсором команди Star Racing Yamaha, яка також перейняла програму 450 від Factory Yamaha у 2021 році. Вони виграли чемпіонат AMA Pro Motocross 2021 з Діланом Феррандісом, а 2022 AMA Supercross і AMA Pro Motocross Championships з Елі Томаком.
Бренд також є головним спонсором фабричних команд Honda та Hero у Чемпіонаті світу з крос-кантрі ралі FIM, а потім і Чемпіонаті світу з ралі-рейдів з 2016 та 2023 років відповідно.

### Кінні скачки
У червні 2015 року компанія Monster уклала спонсорську угоду із компанією Zayat Stables щодо спонсорства скакового коня American Pharoah, який, за чутками, став найбільшим рекламним спонсором одного коня на сьогоднішній день. Угода дозволяє використовувати логотип продукту на простирадлах, на сорочці та черевиках жокея Віктора Еспінози, а також на кепках та іншому спорядженні, яке носять люди навколо коня. 

### Кіберспорт
Monster Energy також спонсорує кількох учасників кіберспортивної спільноти, а також кіберспортивні асоціації. Компанія увірвалася в кіберспорт завдяки спонсорству Evil Geniuses, однієї з провідних багатоігрових організацій Північної Америки.  Monster Energy пов’язана з кіберспортом у Північній Америці, Азії, Європі та Австралії.  Деякі з організацій та осіб, яких вони підтримують або підтримували, включають австралійську організацію «MindFreak»,  Paris Saint-Germain eSports  і стримера TimTheTatman . 

## Корпоративне

### Захист торгових марок і судові позови

#### Як позивач
Корпорацію Monster Beverage критикували за її політику невибіркового подання до суду на компанії та/або бренди, які використовують у своєму маркетингу слово monster, літеру M або слово beast, за порушення прав на торговельну марку, незважаючи на те, що такі торгові марки загалом відрізняються від торгових марок Monster. Слова monster і beast існують в англійській мові з 13-го століття,   з латинською літерою M, що сходить до 7-го століття до нашої ери. До 2019 року компанія ініціювала понад тисячу справ щодо торговельних марок, які були розглянуті судовою системою США або Комітетом з розгляду та апеляцій щодо торговельних марок Управління патентів і товарних знаків США (USPTO), що зробило їх символом "знущання з торговельних марок". який USPTO визначає як "власника торговельної марки, який використовує свої права на торговельну марку, щоб переслідувати та залякувати іншу компанію понад те, що може розумно тлумачитися законом".  
Прикладами таких позовів є позов 2009 року проти Bevreview.com, сайту оглядів напоїв, який опублікував несприятливий відгук про напій Monster Energy,  пивоварні Rock Art Brewery із Вермонта, яка продавала пиво під назвою «Vermonster»,  та сайт любителів акваріумів MonsterFishKeepers.com у 2012 р.  Справу «Вермонстера» навіть порушив сенатор Патрік Ліхі в дослідженні проблемної тактики судового розгляду торговельних марок.  Monster Beverage відмовилася від позову проти пивоварні через негативний розголос, який викликав позов. 
У чотирирічній справі з 2015 по 2019 рік Monster подав до суду на Maple Leaf Sports &amp; Entertainment (MLSE), материнську компанію Toronto Raptors, і на NBA. MLSE та NBA подали заявку на реєстрацію логотипу Raptors Raptors, баскетбольного м’яча з трьома діагональними порізами на кігтях, для різних товарів і послуг.  Судова та апеляційна рада щодо торгових марок відхилила позов Монстра. 
У березні 2016 року Monster подав позов про анулювання торгової марки Thunder Beast LLC з Вашингтона, округ Колумбія,   невеликої пивоварні, наполягаючи на тому, що використання «звіра» в назві компанії посягає на слоган торгової марки Monster., «Unleash the Beast».  Власник Thunder Beast, Стівен Норберг, вів позов проти Monster у 2019 році. 
У серпні 2018 року Monsta Pizza з Вендовера в Бакінгемширі, Велика Британія, оскаржила позов, поданий Monster Energy в офісі інтелектуальної власності. Твердження полягало в тому, що піцерійну компанію можна було прийняти за Monster Energy, що бентежило клієнтів. Фірма з виробництва піци виграла знакове рішення проти Monster Energy, коли суд вирішив, що не буде жодного випадку спотворення фактів.  Насправді Monster Energy програє багато своїх позовів, однак, як і в інших випадках «залякування торгових марок», головна мета позову полягає в тому, щоб довести опозицію до банкрутства, в чому вони досить успішні.  
У квітні 2023 року корпорація Monster Beverage подала до суду на незалежного розробника відеоігор Glowstick Entertainment за їхню партійну гру жахів Dark Deception: Monsters and Mortals . Очевидно, для Monster Beverage використання «Monster» у назві гри та їх зелено-чорний логотип роблять її «дуже заплутаною» через схожість між ними. Головний творець Glowstick Entertainment, Вінсент Лівінгс, вирішив боротися з цим у суді та згодом виграв справу. Крім того, пізніше того ж місяця було виявлено, що в Японії було подано понад 100 скарг на торговельну марку, включаючи скарги на франшизи Pokémon (1996–), Monster Hunter (2004–) і Monster Musume (2012–), перша з яких датується раніше. бренд Monster Energy більше ніж півдесяти років.    

#### Як відповідач
Компанія Monster Energy іноді буває по той бік судових позовів про порушення авторських прав. Наприклад, у серпні 2012 року Beastie Boys подали позов проти компанії за порушення авторських прав у зв’язку з використанням Monster їхньої музики, яку грає Z-Trip, в онлайн-кампанії.  У 2014 році суд присяжних визнав, що Monster Beverage Corporation порушила авторські права Beastie Boys, використовуючи пісні без дозволу, і заборгувала групі 1,7 мільйона доларів.  

## У масовій культурі
Крістін Вейк, американська християнська активістка та авторка, створила відео, яке стверджує, що спортивні напої Monster Energy асоціюються з Сатаною. Відео в листопаді 2014 року було опубліковано на YouTube, і станом на 2024 рік воно набрало понад 14 мільйонів переглядів.    Через вірусний характер відео вона з'явилася в сегменті Web Redemption на Comedy Central Tosh.0 . 
Енергетик також займає важливе місце як прихована реклама у відеогрі Death Stranding (2019), де він відновлює витривалість і може бути випитий головним героєм у його приватній кімнаті.  

## Список приміток
1. ↑  What's Hot: Hansen Natural. Businessweek.com. 5 червня 2005. Архів оригіналу за 25 червня 2012. Процитовано 4 листопада 2013.
2. ↑  MONSTER ENERGY Trademark Information. Trademarkia. Архів оригіналу за 25 лютого 2022. Процитовано 25 лютого 2022.
3. ↑  Chakravarty, Sudeep (29 липня 2019). Top Energy Drink Companies in the U.S. Market Research Reports. Архів оригіналу за 5 листопада 2020. Процитовано 24 вересня 2020.
4. ↑  Fetty Wap and Post Malone Team Up for Monster Energy Outbreak Tour "Welcome To The Zoo" | Hip Hop Weekly. Hiphopweekly.com (амер.). Архів оригіналу за 30 червня 2016. Процитовано 24 серпня 2017. [Архівовано 2016-06-30 у Wayback Machine.]
5. ↑  Monster Energy Outbreak Tour Presents Iggy Azalea's 'The New Classic Tour'. FlashWounds. 26 лютого 2014. Архів оригіналу за 25 серпня 2017. Процитовано 24 серпня 2017.
6. ↑  Monster Energy Outbreak Tour Presents 21 Savage's "Issa Tour". Monsterenergy.com (англ.). Архів оригіналу за 25 серпня 2017. Процитовано 24 серпня 2017.
7. ↑  Anthrax. Архів оригіналу за 15 січня 2023.
8. ↑  Machine Gun Kelly. www.monsterenergy.com. Архів оригіналу за 5 грудня 2020. Процитовано 13 січня 2022.
9. ↑  Poppy. Monster Energy. Архів оригіналу за 12 серпня 2022. Процитовано 26 вересня 2021.
10. ↑  Monster Energy and Idol Roc Announce Line-Up for Fourth Monster Energy Outbreak Tour featuring Headliner Kyle Welch. Highwiredaxe.com. Архів оригіналу за 7 квітня 2019. Процитовано 21 березня 2014. [Архівовано 2019-04-07 у Wayback Machine.]
11. ↑  The Caffeine Database [Архівовано 11 грудня 2013 у Wayback Machine.].
12. ↑  Caffeine Content. Center for Science in the Public Interest. Архів оригіналу за 25 квітня 2011. Процитовано 27 квітня 2011.
13. ↑  Combining energy drinks and alcohol (PDF). 2011. Архів оригіналу (PDF) за 24 вересня 2015. Процитовано 12 серпня 2015. [Архівовано 2015-09-24 у Wayback Machine.]
14. ↑  Sanchis-Gomar F, Pareja-Galeano H, Cervellin G, Lippi G, Earnest CP (2015). Energy drink overconsumption in adolescents: implications for arrhythmias and other cardiovascular events. Can J Cardiol. 31 (5): 572—5. doi:10.1016/j.cjca.2014.12.019. PMID 25818530. {{cite journal}}: |hdl-access= вимагає |hdl= (довідка)
15. ↑  Petit A, Karila L, Lejoyeux M (2015). [Abuse of energy drinks: does it pose a risk?]. Presse Med. 44 (3): 261—70. doi:10.1016/j.lpm.2014.07.029. PMID 25622514.
16. ↑  Scientific Opinion on the safety of caffeine | Europäische Behörde für Lebensmittelsicherheit. Efsa.europa.eu. 27 травня 2015. Архів оригіналу за 29 жовтня 2019. Процитовано 2 січня 2016.
17. ↑  McLellan TM, Lieberman HR (2012). Do energy drinks contain active components other than caffeine?. Nutr Rev. 70 (12): 730—44. doi:10.1111/j.1753-4887.2012.00525.x. PMID 23206286.
18. 1 2 3 4  Mother Sues Energy Drink Maker Over Teenager's Death. law.com. 26 червня 2013. Архів оригіналу за 18 серпня 2013.
19. 1 2 3 4 5 6  Meier, Barry (22 жовтня 2012). F.D.A. Receives Death Reports Citing Popular Energy Drink. The New York Times. Архів оригіналу за 3 липня 2020. Процитовано 27 лютого 2017.
20. ↑  Ban on 'irrational' energy drinks. Telegraph India. New Delhi. 15 травня 2015. Архів оригіналу за 16 травня 2015. Процитовано 2 жовтня 2015.
21. ↑  Monster Assault | Monster's Original Energy Drinks. www.monsterenergy.com (англ.). Процитовано 21 квітня 2023.
22. ↑  Monster Reserve White Pineapple | Monster Energy Drinks. www.monsterenergy.com (англ.). Архів оригіналу за 21 квітня 2023. Процитовано 21 квітня 2023.
23. ↑  Monster Reserve Orange Dreamsicle | Monster Energy Drinks. www.monsterenergy.com (англ.). Процитовано 21 квітня 2023.
24. ↑  MONSTER ADDS MORE FLAVOUR TO ENERGY CATEGORY WITH TWO NEW VARIANTS. Coca-Cola Europacific Partners. 22 вересня 2022. Архів оригіналу за 17 лютого 2023. Процитовано 17 лютого 2023.
25. ↑  Ripper | Monster Juiced Energy Drinks. www.monsterenergy.com (англ.). Процитовано 21 квітня 2023.
26. ↑  Monster Punch (DUB Edition) Review. www.caffeineinformer.com. Архів оригіналу за 21 квітня 2023. Процитовано 21 квітня 2023.
27. ↑  Caffeine in Monster Maxx. www.caffeineinformer.com. Архів оригіналу за 21 квітня 2023. Процитовано 21 квітня 2023.
28. ↑  Nitro | Monster Original Drinks | Monster Energy UK. www.monsterenergy.com (англ.). Архів оригіналу за 21 квітня 2023. Процитовано 21 квітня 2023.
29. ↑  Monster Mule | Monster Energy's Original Products | Monster Energy UK. www.monsterenergy.com (англ.). Архів оригіналу за 4 грудня 2021. Процитовано 21 квітня 2023.
30. ↑  The Doctor | Valentino Rossi's Signature Monster Energy Drink. www.monsterenergy.com (англ.). Процитовано 21 квітня 2023.
31. ↑  LH44 | Lewis Hamilton's Signature Monster Energy Drink. www.monsterenergy.com (англ.). Процитовано 21 квітня 2023.
32. ↑  Blamm, Anug. Java Monster Flavors | Brewed Coffee Energy Drinks. www.monsterenergy.com (англ.). Процитовано 21 квітня 2023.
33. ↑  Pacific Punch | Juiced Monster Energy Drinks. www.monsterenergy.com (англ.). Процитовано 21 квітня 2023.
34. ↑  Pipeline Punch | Juiced Monster Energy Drinks. www.monsterenergy.com (англ.). Процитовано 20 березня 2023.
35. ↑  Mixxd Punch | Monster Juiced Energy Drinks. www.monsterenergy.com (англ.). Архів оригіналу за 22 грудня 2021. Процитовано 21 квітня 2023.
36. ↑  Monarch | Juiced Energy Products | Monster Energy Drinks. www.monsterenergy.com (англ.). Процитовано 21 квітня 2023.
37. ↑  Mango Loco | Juiced Monster Energy Drinks. www.monsterenergy.com (англ.). Процитовано 21 квітня 2023.
38. ↑  Monster Khaotic | Monster Energy Juiced Products | Monster Energy. www.monsterenergy.com (англ.). Процитовано 21 квітня 2023.
39. ↑  Aussie Lemonade. Smoke Signal News (англ.). Архів оригіналу за 25 вересня 2024. Процитовано 17 листопада 2023.
40. ↑  Monster Zero Ultra Flavors | Zero-Sugar Energy Drinks. www.monsterenergy.com (англ.). Архів оригіналу за 21 квітня 2023. Процитовано 21 квітня 2023.
41. ↑  Zero-Sugar Ultra Blue A.K.A. The Blue Monster. www.monsterenergy.com (англ.). Архів оригіналу за 22 червня 2023. Процитовано 22 червня 2023.
42. ↑  Ultra Rosa | Sugar Free Monster Energy. Monster Energy. Архів оригіналу за 14 серпня 2023. Процитовано 14 серпня 2023.
43. ↑  Monster Energy Ultra Sunrise. Monster Energy. Архів оригіналу за 12 травня 2023. Процитовано 12 травня 2023.
44. ↑  Ultra Strawberry Dreams | Monster Ultra Zero-Sugar Energy Drinks. www.monsterenergy.com (англ.). Архів оригіналу за 12 березня 2023. Процитовано 12 березня 2023.
45. ↑  Ultra Violet | Monster Ultra Zero-Sugar Energy Drinks. www.monsterenergy.com (англ.). Процитовано 16 березня 2023.
46. ↑  Neish, Sarah (6 березня 2023). Monster Energy launches alcoholic product. The Drinks Business (брит.). Архів оригіналу за 7 липня 2023. Процитовано 6 липня 2023.
47. ↑  Stack3d (7 жовтня 2023). Monster Nasty Beast Hard Tea blends iced tea and 6% alcohol. Stack3d (англ.). Архів оригіналу за 27 травня 2024. Процитовано 12 квітня 2024.
48. ↑  Monster, Lost, Rumba and Other Energy Drinks to Be Distributed Through Anheuser-Busch Wholesaler Network Corona, Calif. May 9, 2006 [недоступне посилання з 01.06.2016]
49. ↑  Dakota Pilmore Signs Mexican Distribution Agreement Corona, Calif., May 23, 1842 (Business Wire)[недоступне посилання з 01.07.2012]
50. 1 2  Monster Energy replaces Sprint as title sponsor for NASCAR's top series. USA Today. 1 грудня 2016. Архів оригіналу за 2 грудня 2016. Процитовано 1 грудня 2016.
51. ↑  NASCAR series name: Monster Energy NASCAR Cup Series unveiled. Архів оригіналу за 10 серпня 2017. Процитовано 19 грудня 2016.
52. 1 2  Carp, Sam (9 квітня 2019). Report: Nascar rejects Monster extension for tiered model. SportsPro. Архів оригіналу за 29 червня 2019. Процитовано 29 червня 2019.
53. 1 2  Ryan, Nate (8 квітня 2019). NASCAR moves toward new sponsor model despite Monster's offer. NBC Sports. Архів оригіналу за 29 червня 2019. Процитовано 29 червня 2019.
54. ↑  Dakota, Coke set Monster drink distribution plans. Reuters. 6 жовтня 2008.
55. ↑  Monster Energy Logo: Design and History. FamousLogos.net. 6 жовтня 2012. Архів оригіналу за 28 червня 2013. Процитовано 21 січня 2013.
56. ↑  Monster Energy continuing to sponsor UFC fighter Conor McGregor. miamiherald (англ.). Архів оригіналу за 25 серпня 2017. Процитовано 25 серпня 2017.
57. ↑  PBR, Monster Energy Drink announce multi-year partnership. Архів оригіналу за 12 грудня 2012.
58. ↑  Monster Athletes Ready For X Games | Transworld Motocross. Transworld Motocross (амер.). 13 липня 2017. Архів оригіналу за 17 липня 2017. Процитовано 20 вересня 2017.
59. ↑  BWW News Desk. Nyjah Huston Takes Third Place in Monster Energy's Skateboard Street at X Games Minneapolis 2017 (англ.). Архів оригіналу за 20 вересня 2017. Процитовано 20 вересня 2017.
60. ↑  Monster Energy, The Official Energy Partner of X Games Aspen 2016, Takes Over With Its Team of the World's Best Competing Athletes. Snowboarder Magazine (амер.). 25 січня 2016. Архів оригіналу за 20 вересня 2017. Процитовано 20 вересня 2017.
61. ↑  Rocco, Matthew (22 лютого 2017). Can Monster Energy Inject Youth Into NASCAR?. Fox Business (амер.). Архів оригіналу за 25 серпня 2017. Процитовано 22 лютого 2017.
62. ↑  Monster Energy at the track: Monster Energy All-Star Race. galleries.nascar.com. Процитовано 23 травня 2017.
63. ↑  Menzer, Joe (9 грудня 2016). Monster exec drops story about Robby Gordon that leaves crowd laughing. FoxSports.com. Архів оригіналу за 25 серпня 2017. Процитовано 15 липня 2017.
64. ↑  Crandall, Kelly (26 травня 2017). Ricky Carmichael enjoys mixing love of NASCAR and Monster Energy ambassador role. NASCAR. Архів оригіналу за 30 липня 2017. Процитовано 15 липня 2017.
65. ↑  Wilson, Steven B. (19 січня 2016). Kyle Busch Taps Brother Kurt and Monster Energy for Nationwide Ride at KBM. Speedway Digest. Архів оригіналу за 25 серпня 2017. Процитовано 15 липня 2017.
66. ↑  Johnson, Eric (28 квітня 2016). JGR Hires Familiar Super-Sub for Kyle Busch. NASCAR. Архів оригіналу за 25 серпня 2017. Процитовано 15 липня 2017.
67. ↑  Kew, Matt (28 листопада 2023). McLaren agrees F1 deal that lures Monster Energy from Mercedes. Autosport.com (англ.). Архів оригіналу за 25 вересня 2024. Процитовано 29 листопада 2023.
68. ↑  Kogoy, Peter (11 листопада 2012). Whincup's fight with Monster. The Australian. Процитовано 15 листопада 2020.
69. ↑  Monster rides with JC in hunt for 2016 V8 Supercars crown. Monster Energy. 17 лютого 2016. Архів оригіналу за 16 листопада 2020. Процитовано 15 листопада 2020.
70. ↑  Monster Energy & DRR JC Team Up for Partnership with Champion Drivers Andreas Bakkerud & Robin Larsson. 19 травня 2022. Архів оригіналу за 25 вересня 2024. Процитовано 7 червня 2022.
71. ↑  Monster Energy. Sportspeople. Архів оригіналу за 14 серпня 2022. Процитовано 12 жовтня 2022.
72. ↑  MONSTER ENERGY COMPANY AND YAMAHA FACTORY RACING MOTOGP TEAM ANNOUNCE NEW TITLE SPONSORSHIP AGREEMENT. Monster Energy. 17 липня 2018. Процитовано 26 вересня 2021.
73. ↑  Speedway World Championships. Архів оригіналу за 31 травня 2015. Процитовано 30 травня 2015.
74. ↑  Team facts. Kawasaki. 2009. Архів оригіналу за 20 квітня 2010. Процитовано 16 липня 2009.
75. ↑  Rovell, Darren (3 червня 2015). American Pharoah owners agree to landmark marketing deal. ESPN. Архів оригіналу за 25 серпня 2017. Процитовано 4 червня 2015.
76. ↑  Evil Geniuses. Архів оригіналу за 31 травня 2015. Процитовано 30 травня 2015.
77. 1 2  Fitch, Adam (14 серпня 2018). Mindfreak announces sponsorship from Monster Energy. ESports Insider. Архів оригіналу за 11 серпня 2020. Процитовано 8 березня 2019.
78. ↑  SG eSports Signs One-Year Partnership with Monster Energy. ESports Marketing Blog. 10 серпня 2018. Архів оригіналу за 14 квітня 2019. Процитовано 8 березня 2019.
79. ↑  New Year, New Additions to the Monster Family!. Monster Energy. 29 грудня 2016. Архів оригіналу за 22 квітня 2019. Процитовано 8 березня 2019. [Архівовано 2019-04-22 у Wayback Machine.]
80. 1 2 3 4  Yarrow, Andrew L. (21 жовтня 2019). A D.C. root beer company, an energy drink behemoth and an ugly trademark fight. Washington Post Magazine (англ.). Архів оригіналу за 30 жовтня 2019. Процитовано 30 жовтня 2019.
81. 1 2  United States Department of Commerce. Report to Congress: Trademark Litigation Tactics and Federal Government Services to Protect Trademarks and Prevent Counterfeiting (PDF). Архів (PDF) оригіналу за 23 липня 2020. Процитовано 30 жовтня 2019.
82. ↑  Monster Energy Trains Legal Guns On Beverage Review Website. Consumerist.com. 16 жовтня 2009. Архів оригіналу за 13 січня 2012. Процитовано 18 липня 2012.
83. ↑  Grinvald, Leah Chan (2011). Shaming Trademark Bullies (PDF). Wisconsin Law Review. с. 625. Архів (PDF) оригіналу за 30 жовтня 2019. Процитовано 30 жовтня 2019.
84. ↑  Monster Energy Assumes Consumers Can't Distinguish Energy Drinks From Fish Tanks. Consumerist.com. 17 липня 2012. Архів оригіналу за 19 січня 2013. Процитовано 18 липня 2012.
85. ↑  Monster Energy Drink Backs Down Due To Public Pressure; Vermonster Beer Lives On. Techdirt.com. 23 жовтня 2009. Архів оригіналу за 23 липня 2012. Процитовано 18 липня 2012.
86. ↑  Monster Energy drink claims Raptors logo too similar to its own. The Canadian Press. 11 червня 2019. Архів оригіналу за 10 травня 2024. Процитовано 18 серпня 2024.
87. ↑  TTAB Dismisses Opposition Against Toronto Raptors Logo. natlawreview.com (англ.). Архів оригіналу за 10 травня 2024. Процитовано 18 серпня 2024.
88. ↑  Thunder Beast Root Beer. Drinkthunderbeast.com. Архів оригіналу за 5 травня 2016. Процитовано 2 травня 2016.
89. ↑  Monster Energy: The World's Biggest Bully When It Comes to Small Businesses. EnergyDrinksLawsuit.com (амер.). 23 березня 2016. Архів оригіналу за 3 червня 2016. Процитовано 2 травня 2016.
90. ↑  Pizza firm wins trademark row ruling (брит.). 30 серпня 2018. Архів оригіналу за 21 квітня 2019. Процитовано 18 червня 2019.
91. ↑  Geigner, Timothy (4 грудня 2018). Monster Energy Loses Trademark Opposition Against UK Drink Company, But May Have Bullied It To Death Anyway. Techdirt. Архів оригіналу за 30 жовтня 2019. Процитовано 30 жовтня 2019.
92. ↑  Hoffer, Christian (7 квітня 2023). Monster Energy Has Filed Trademark Complaints Against Pokemon and Monster Hunter Over Use of Word 'Monster'. Comicbook. Архів оригіналу за 25 вересня 2024. Процитовано 8 квітня 2023.
93. ↑  Fujiwara, Hideaki (6 квітня 2023). 「モンスターエナジー」権利元、過去に『ポケモン』や『モンスターハンター』などの商標登録異議を大量に申し立てていた. Automaton (яп.). Архів оригіналу за 8 квітня 2023. Процитовано 8 квітня 2023.
94. ↑  Harding, Daryl (10 квітня 2023). Monster Energy Takes on Pokémon, Monster Musume's Trademarks in Japan, It Wasn't Very Effective. Crunchyroll News. Архів оригіналу за 25 квітня 2023. Процитовано 25 квітня 2023.
95. ↑  Fujiwara, Hideaki (6 квітня 2023). 「モンスターエナジー」権利元、過去に『ポケモン』や『モンスターハンター』などの商標登録異議を大量に申し立てていた ["Monster Energy" rights holder had filed a large number of trademark objections in the past, including "Pokemon" and "Monster Hunter"]. Automaton Media (Japanese) . Архів оригіналу за 13 квітня 2023. Процитовано 25 квітня 2023.
96. ↑  Bennett, Saraha (12 серпня 2012). Beastie Boys Sue Energy Drink Company for Using Their Music. Vulture. Архів оригіналу за 14 серпня 2012. Процитовано 14 серпня 2012.
97. ↑  Martinez-Belkin, Neil (17 червня 2015). Beastie Boys Awarded $668,000 in Legal Fees in Monster Copyright Case. Bevnet. Архів оригіналу за 18 червня 2015. Процитовано 18 червня 2015.
98. ↑  Chegwidden, W. R.; Watts, D. C. (20 листопада 1975). Kinetic studies and effects of anions on creatine phosphokinase from skeletal muscle of rhesus monkey (Macaca mulatta). Biochimica et Biophysica Acta (BBA) - Enzymology. 410 (1): 99—114. doi:10.1016/0005-2744(75)90210-7. ISSN 0006-3002. PMID 77. Архів оригіналу за 25 вересня 2024. Процитовано 20 жовтня 2020.
99. ↑  Carman, Tim (23 жовтня 2018). The woman who claims Monster Energy drinks are a tool of the devil is back, just in time for Halloween. The Washington Post. Архів оригіналу за 25 листопада 2018. Процитовано 19 листопада 2018.
100. ↑  KABC-TV (12 листопада 2014). Woman claims that Monster Energy drinks push a Satanic agenda. abc7.com. KABC-TV. Архів оригіналу за 23 січня 2015. Процитовано 30 січня 2015.
101. ↑  Monster Energy Drinks Are the Work of Satan!!!. YouTube. 9 листопада 2014. Архів оригіналу за 10 березня 2016.
102. ↑  Comedy Central (4 березня 2015), Tosh.0 - Web Redemption - Monster Energy, архів оригіналу за 13 грудня 2021, процитовано 19 листопада 2018
103. ↑  Campbell, Colin (14 листопада 2019). Death Stranding's product placement is an act of vandalism. Polygon (амер.). Архів оригіналу за 14 листопада 2019. Процитовано 21 квітня 2023.
104. ↑  What Does Monster Energy Drink Do?. IGN. 8 листопада 2019. Архів оригіналу за 21 квітня 2023. Процитовано 21 квітня 2023.